# 21821 Billryan
21821 Billryan (tên chỉ định: 1999 TN36) là một tiểu hành tinh vành đai chính. Nó được khám phá thông qua Chương trình nghiên cứu đối tượng gần Trái Đất của đài thiên văn Lowell ở Anderson Mesa Station ở Coconino County, Arizona, ngày 12 tháng 10 năm 1999. Nó được đặt theo tên William H. Ryan, an astrophysicist ở Magdalena Ridge Observatory ở Socorro County, New Mexico.